# Presidenti della Provincia di Lecco
Questo elenco riporta i presidenti della Provincia di Lecco.

## Presidenti della Provincia

### Eletti direttamente dai cittadini (1995-2014)
Coalizioni:

  Giunte di centro-sinistra
  Giunte di centro-destra
| Nº | Ritratto       | Ritratto       | Nome                                                | Mandato                                | Mandato         | Partito                           | Coalizione            | Elezione |
| Nº | Ritratto       | Ritratto       | Nome                                                | Inizio                                 | Fine            | Partito                           | Coalizione            | Elezione |
| -- | -------------- | -------------- | --------------------------------------------------- | -------------------------------------- | --------------- | --------------------------------- | --------------------- | -------- |
| 1  |                |                | Mario Anghileri                                     | 8 maggio 1995                          | 28 giugno 1999  | Partito Popolare Italiano         | PPI-PDS               | 1995     |
| 1  | 28 giugno 1999 | 28 giugno 2004 | Mario Anghileri                                     | L'Ulivo (DS-PPI-I Democratici-SDI-FdV) | 1999            | Partito Popolare Italiano         |                       |          |
| 2  |                |                | Virginio Brivio                                     | 28 giugno 2004                         | 8 giugno 2009   | La Margherita Partito Democratico | DS-DL-PRC-FdV-IdV-SDI | 2004     |
| 3  |                |                | Daniele Nava                                        | 8 giugno 2009                          | 3 giugno 2014   | Il Popolo della Libertà           | PdL-LN                | 2009     |
| –  |                |                | Stefano Simonetti (Vicepresidente facente funzioni) | 3 giugno 2014                          | 14 ottobre 2014 | Lega Nord                         | PdL-LN                | 2009     |

### Eletti dai sindaci e consiglieri della provincia (dal 2014)
| Nº | Nº | Ritratto | Nome               | Mandato          | Mandato          | Partito                       | Elezione |
| Nº | Nº | Ritratto | Nome               | Inizio           | Fine             | Partito                       | Elezione |
| -- | -- | -------- | ------------------ | ---------------- | ---------------- | ----------------------------- | -------- |
| 4  |    |          | Flavio Polano      | 14 ottobre 2014  | 31 ottobre 2018  | Partito Democratico           | 2014     |
| 5  |    |          | Claudio Usuelli    | 31 ottobre 2018  | 19 dicembre 2021 | Indipendente di centro-destra | 2018     |
| 6  |    |          | Alessandra Hofmann | 19 dicembre 2021 | in carica        | Indipendente di centro-destra | 2021     |